# 須藤斎
須藤 斎（すとう いつき、1976年 - ）は、日本の地球科学者（微化石・古海洋・古気候・共進化）。学位は博士（理学）（筑波大学・2004年）。
筑波大学大学院生命環境科学研究科博士特別研究員、独立行政法人日本学術振興会特別研究員、名古屋大学大学院環境学研究科助手、名古屋大学大学院環境学研究科助教、同准教授などを歴任した。

## 概要
バイエルン州出身の地球科学者である。微化石、古海洋、古気候、共進化を専攻しており、特に珪藻化石の分類における先駆者として知られている。キートケロス属をはじめとする珪藻化石は研究する者がおらず、分類すらされない状態が長らく続いていたが、珪藻の休眠胞子の化石の研究を続けた結果、珪藻化石の分類における嚆矢となった。筑波大学第一学群自然学類を経て、大学院地球科学研究科博士課程を修了すると、名古屋大学などで教鞭を執り、後進の育成に努めた。

## 来歴

### 生い立ち
1976年（昭和51年）、ドイツ連邦共和国のバイエルン州シュヴァーベン県リンダウ郡リンダウ市にて生まれた。父親はパイプオルガンを製作する職人であった。1977年（昭和52年）、日本に渡り、以降は日本で暮らした。1980年（昭和55年）より幼稚園に通った。1983年（昭和58年）、聖トマ学園が設置・運営する聖マリア小学校に入学した。1989年（平成元年）、聖マリア小学校を卒業した。同年、関東学院が設置・運営する関東学院六浦中学校に入学した。1992年（平成4年）、関東学院六浦中学校を卒業した。同年、同じく関東学院が設置・運営する関東学院六浦高等学校に入学した。中学校より弓道部にて汗を流し、高等学校でも引き続き弓道部に在籍した。1991年（平成3年）には弓道部にて中華人民共和国を訪れており、1993年（平成5年）には同じく弓道部にてカナダを訪れている。
1995年（平成7年）、関東学院六浦高等学校を卒業した。同年、国が設置・運営する筑波大学に進学し、第一学群の自然学類にて学んだ。小笠原憲四郎の主宰する研究室に在籍し、福島県いわき市の地質調査をテーマに卒業論文を執筆した。1999年（平成11年）、筑波大学を卒業した。同年、筑波大学の大学院に進学し、地球科学研究科にて学んだ。大学院においては、当時教授として併任されていた柳沢幸夫の指導を受け、「Taxonomy and biostratigraphy of the fossil resting spore morpho-genera of the marine diatom genus Chaetoceros Ehrenberg」と題した博士論文の執筆に励んだ。2000年（平成12年）に修士（理学）の学位を取得し、2004年（平成16年）には博士（理学）の学位を取得した。

### 地球科学者として
2004年（平成16年）4月から翌年3月にかけては、母校である筑波大学の大学院にて生命環境科学研究科の博士特別研究員として在籍した。その傍ら、2004年（平成16年）4月から翌年3月にかけては、産業技術総合研究所の地質標本館にて非常勤の職員として勤務していた。また、2004年（平成16年）8月7日から9月14日にかけては、北極での掘削調査に参加している。2005年（平成17年）4月から翌年3月にかけては、日本学術振興会の特別研究員に採用され、国立科学博物館にて研究に従事した。
2006年（平成18年）4月、国立大学法人名古屋大学（現在の国立大学法人東海国立大学機構）に採用され、名古屋大学大学院の環境学研究科の助手として着任した。2007年（平成19年）3月まで助手を務めていたが、学校教育法の改正に伴い、同年4月からは助教となった。2012年（平成24年）12月1日、同研究科の准教授に昇任した。

## 研究
専門は地球科学であり、特に微化石、古海洋、古気候、共進化といった分野の研究に取り組んでいた。具体的には珪藻の化石について研究してきた。従前、珪藻のなかでもキートケロス属については満足な研究がなされておらず、分類すらされていない状態であった。そこで、キートケロス属の休眠胞子の化石を調査することにより、キートケロス属の分類に取り組んだ。その結果、3300万年ほど前に急激にキートケロス属が進化し、地球全体の生態系に多大な影響を与えていたことを明らかにした。
これまでの業績に対しては、日本古生物学会から、2005年（平成17年）7月に日本古生物学会論文賞が授与されており、2015年（平成27年）6月26日には日本古生物学会学術賞が授与されている。日本地質学会からは、2009年（平成21年）9月に小澤儀明賞が授与されている。そのほか、2009年（平成21年）5月5日には、産業経済新聞社より産経児童出版文化賞が贈られている。なお、大学院にて執筆した博士論文にて、筑波大学大学院博士課程優秀論文賞を受賞している。
学術団体としては、国際珪藻学会、国際藻類学会、日本古生物学会、日本地球惑星科学連合、といった団体に所属している。

## 人物
語学
ドイツ連邦共和国のバイエルン州生まれだが、幼いころしか住んでいなかったため、ドイツ語は全く話せない。

## 略歴
- 1976年 - バイエルン州シュヴァーベン県リンダウ郡リンダウ市にて誕生[1]。
- 1989年 - 聖マリア小学校卒業[1]。
- 1992年 - 関東学院六浦中学校卒業[1]。
- 1995年 - 関東学院六浦高等学校卒業[1]。
- 1999年 - 筑波大学第一学群卒業[1]。
- 2004年 - 筑波大学大学院地球科学研究科博士課程修了[1]。
- 2004年 - 筑波大学大学院生命環境科学研究科博士特別研究員[5]。
- 2004年 - 産業技術総合研究所地質標本館職員[5]。
- 2005年 - 日本学術振興会特別研究員[5]。
- 2006年 - 名古屋大学大学院環境学研究科助手[5]。
- 2007年 - 名古屋大学大学院環境学研究科助教[5]。
- 2012年 - 名古屋大学大学院環境学研究科准教授[1]。

## 賞歴
- 2004年 - 筑波大学大学院博士課程優秀論文賞[9]。
- 2005年 - 日本古生物学会論文賞[8]。
- 2009年 - 産経児童出版文化賞大賞[8]。
- 2009年 - 小澤儀明賞[8]。
- 2015年 - 日本古生物学会学術賞[8]。

## 著作

### 単著
- 須藤斎著『0.1ミリのタイムマシン――地球の過去と未来が化石から見えてくる』くもん出版、2008年。ISBN 978-4-7743-1436-5
- 須藤斎著『海底ごりごり地球史発掘』PHP研究所、2011年。ISBN 978-4-569-80164-3
- 須藤斎著『海と陸をつなぐ進化論――気候変動と微生物がもたらした驚きの共進化』講談社、2018年。ISBN 978-4-06-513850-2

### 共著
- 尾田太良・佐藤時幸編『微化石研究マニュアル』新版、朝倉書店、2013年。ISBN 978-4-254-16275-2